# Concerto di violoncello
Concerto di violoncello (Berth Marks, nell'originale inglese) è un cortometraggio del 1929 con Stanlio e Ollio.

## Trama
Stanlio ed Ollio sono due musicisti girovaghi e si ritrovano alla stazione di Santa Fe dopo alcuni equivoci: Ollio dice a Stanlio di trovarsi alla stazione mercoledì mattina, ma Stanlio sbaglia e arriva giovedì pomeriggio.
Finalmente incontratisi, riescono a salire in fretta sul treno in partenza che li deve condurre a Pottsville, ma a causa della sbadataggine di Stanlio i due perdono gli spartiti della musica sulla banchina riuscendo però a trattenere il violoncello. Si fanno poi indicare la loro cuccetta per dormire, ma Stanlio, essendosi distrattamente seduto sul cappello di un passeggero e dopo aver spaventato una passeggera, fa scatenare una rissa sul vagone.
Cercano di salire in cima al letto e vedono che è occupato, ma poi trovano il loro letto e dopo molti capitomboli, riescono a salire.
Si cambiano, sempre con molta fatica per il poco spazio a disposizione, ripongono gli abiti sotto il materasso, il violoncello ai piedi del letto e finalmente si mettono a dormire. Subito dopo il controllore viene ad annunciare che il treno è in prossimità di una fermata: proprio quella di Stanlio e Ollio. Il controllore viene coinvolto dai collerosi passeggeri che continuano a strapparsi le vesti l'un l'altro, Stanlio ed Ollio invece riescono a scendere dal treno in mutande dal momento che non hanno avuto il tempo di rivestirsi completamente. Stanlio ha però dimenticato il violoncello sul treno ed Ollio, furibondo, inizia a rincorrerlo ed a lanciargli un sasso in testa.

## Produzione
Si tratta di una delle poche pellicole della coppia Laurel & Hardy realizzata in buona parte fuori dagli Hal Roach Studios di Culver City, quest'ultimi utilizzati solo per le scene interne al treno ed alla cuccetta; infatti la location principale è stata Los Angeles, lungo una linea ferroviaria oggi in parte non più esistente.
Per le scene inerenti alla partenza venne sfruttata una delle primitive stazioni ferroviarie della stessa Los Angeles, La Grande Station di Downtown, dove oggi sorge un edificio con esercizi vari; per l'arrivo a Pottsville, invece, venne sfruttata la Stazione di Palms, con il vecchio stabile Palms-Southern Pacific Railroad Depot (oggi lo stesso stabile si trova all'Heritage Square Museum).
Il film, per essere distribuito in Europa, mancando allora il doppiaggio, fu rigirato daccapo in altre lingue diverse:
- Feu mon oncle - francese
- Noche de duendes - spagnolo
- Spuk um Mitternacht - tedesco.

In queste versioni, della durata di circa 50 minuti, sono combinate scene della comica, e del film L'eredità - I vagabondi (The Laurel-Hardy murder case, 1930).

### Distribuzione italiana
La comica fu doppiata dalla coppia Croccolo-Latini per la RAI  utilizzando una versione ridotta di alcuni minuti e mancante di alcune brevi sequenze, per una durata di 17 min.